# Javorje (Vlasotince)
Pour les articles homonymes, voir Javorje.
Javorje (en serbe cyrillique : Јаворје) est un village de Serbie situé dans la municipalité de Vlasotince, district de Jablanica. Au recensement de 2011, il ne comptait aucun habitant.

## Démographie
| 1948 | 1953 | 1961 | 1971 | 1981 | 1991 | 2002 | 2011 |
| ---- | ---- | ---- | ---- | ---- | ---- | ---- | ---- |
| 185  | 175  | 182  | 171  | 26   | 14   | 1    | 0    |

|  |